# Rafał Piszcz
Rafał Maciej Piszcz, född den 24 oktober 1940 i Poznań, Polen, död 12 september 2012 i Poznań, var en polsk kanotist.
Han tog OS-brons i K-2 1000 meter i samband med de olympiska kanottävlingarna 1972 i München.